# Сквернялис, Саулюс
Са́улюс Скверня́лис (лит. Saulius Skvernelis; род. 23 июля 1970, Каунас, Литовская ССР, СССР) — литовский политический деятель. Председатель «Демократического союза „Во имя Литвы“» с 2022 года. Председатель Сейма Литовской Республики с 14 ноября 2024 года. В прошлом — премьер-министр Литвы (2016—2020), министр внутренних дел Литвы (2014—2016).

## Биография
Родился 23 июля 1970 года в Каунасе.
В детстве вместе с родителями переехал в Капсукас, где в 1988 году окончил среднюю школу.
После школы год учился на физическом факультете Вильнюсского университета. В 1994 году окончил Вильнюсский технический университет, получив квалификацию механика-инженера.
В 1994—1998 годах работал ассистентом на кафедре полицейского права и профессиональной тактики Полицейской академии Литвы.
В 1998—1999 годах был комиссаром-инспектором дорожной полиции комиссариата Тракайского района. В 1999—2001 годах комиссар-инспектор Организационного отдела Дорожной полиции департамента полиции при Министерстве внутренних дел. В 2001—2003 годах комиссар патрульной команды Службы контроля движения Бюро полиции Литвы. В 2003—2005 годах комиссар команды эскортирования полиции.
В 2005 году закончил магистерскую программу административного права в Университете Миколаса Ромериса со степенью магистра права.
В 2005—2008 годах начальник службы дорожной полиции. В 2008—2011 годах заместитель генерального комиссара полиции, в 2011—2014 годах — генеральный комиссар полиции.
В 2014—2016 годах министр внутренних дел Литовской Республики.
На выборах в Сейм 17 ноября 2016 года возглавил список «Союза крестьян и зелёных» и после победы партии кандидатура Сквернялиса на должность премьер-министра была представлена президентом республики. 22 ноября Сейм одобрил кандидатуру Саулюса Сквернялиса на пост премьер-министра. Официально вступил в должность 13 декабря после того, как Сейм утвердил программу правительства и члены семнадцатого правительства Литвы под руководством Саулюса Сквернялиса принесли присягу. В тот же день президент Даля Грибаускайте подписала декрет, которым приняла отставку прежнего правительства Альгирдаса Буткявичюса. Правительство ушло в отставку 24 ноября 2020 года.
3 января 2018 года в интервью одному из литовских коммерческих каналов раскритиковал отсутствие развития экономического сотрудничества Литвы с Россией: «Мы уникальное государство ЕС без любых, я подчёркиваю — абсолютно без никаких контактов с Россией, хотя другие страны, те же соседние государства, очень активно работают над экономическими вопросами». Это высказывание вызвало нападки консервативных кругов и длительную полемику. В то же время, согласно опросам эту идею премьер-министра поддержали 52 % респондентов, то есть большинство населения Литвы (ещё 26 % были против, ещё 22 % не смогли ответить на этот вопрос).
Весной 2019 года принял участие в президентских выборах, однако он не прошёл во второй тур.
В конце 2021 года вышел из состава «Союза крестьян и зелёных», учредив партию «Во имя Литвы». Сквернялис заявил, что новая партия будет левоцентристской политической силой, у которой «уже есть опыт управления государством, и она может взять на себя ответственность за настоящее и будущее страны».
14 ноября 2024 года избран председателем Сейма.
Владеет английским, русским и польским языками.

## Семья
Саулюс Сквернялис женат вторым браком, жена — финансист Сильвия Скверняле (урождённая Кирдоните). Дочь (род. 2009), сын (род. 2016).

## Награды
- 2002 — Благодарность Президента Литовской Республики
- 2002 — Благодарность генерального комиссара полиции Литовской Республики
- 2003 — Памятный знак Департамента полиции при Министерстве внутренних дел «Полиции Литвы — 85»
- 2004 — именной подарок
- 2005 — почётный знак III степени Департамента охраны руководства при Министерстве внутренних дел
- 2006 — знак полицейского отличия III степени «За заслуги»
- 2020 — Большой крест ордена Заслуг перед Республикой Польша (Польша)[8]
- 2020 — Медаль Балтийской ассамблеи[9]